# کامینگتسا شلاختسکا
کامینگتسا شلاختسکا (به لهستانی:  Kamienica Szlachecka) یک روستا در لهستان است که در گمینا ستنژتسا (استان پومرانی) واقع شده‌است.
 کامینگتسا شلاختسکا  ۷۵۵ نفر جمعیت دارد.